# ヴィルヘルム・トリュブナー

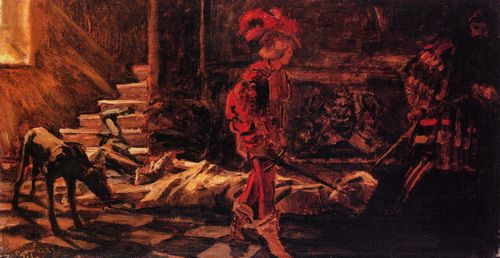
トリュブナー作「アレクサンデル6世の死」(1883)

ヴィルヘルム・トリュブナー（Wilhelm Trübner、1851年2月3日 - 1917年12月21日）はドイツの画家である。

## 略歴
ハイデルベルクで、金細工師の家に生まれた。父親の仕事を継ぐために訓練を受けていたが、1867年にアンゼルム・フォイエルバッハと知り合い、画家の道に進むことを勧められた。1867年からカールスルーエの美術学校で学んだ後、1868年からミュンヘン美術院でアレキサンダー・ヴァーグナーに学んだ。ミュンヘンで開かれた最初の国際美術展で、ギュスターヴ・クールベやヴィルヘルム・ライブル(1844-1900)の作品を見て感銘を受けた。
シュトゥットガルトのハンス・カノンに学んだ後、1870年にミュンヘンに戻り、ヴィルヘルム・フォン・ディーツに学び、同僚の学生のアルベルト・ラング（Albert Lang）やその友人のカール・シューフ（Carl Schuch）といった画家たちとバイエルン・シュヴァーベン地方のシュタルンベルク湖の風景を描いたりした。この頃、ライブルと個人的に付き合うようになり、美術学校の教育に頼らないように助言を受け、ミュンヘンにラング、ハンス・トーマと共同でスタジオを持ち、"Leibl-Kreis"と呼ばれる、ライブルのグループと親密な関係を作った。
1872年からドイツ国外を旅し、イタリア、オランダ、ベルギーを旅し、1875年の帰国後、ミュンヘンに住んだ。トーマやロヴィス・コリント、マックス・スレーフォークト、マックス・リーバーマンといった「分離派」を創立する画家たちと交流した。1889年にベルリンの画廊で展覧会を開いた。
その後、風景画に戻り、1895年からフランクフルトに住み、州立美術学校（Staatliche Hochschule für Bildende Künste – Städelschule）で教え始め、1898年に教授となった。1900年に、教え子の女性、アリス・トリュブナー（旧姓、アウエルバッハ）と結婚し、1903年に息子ができた。1892年、1898年に美術理論の著作を発表した。1903年から1917年の間はカールスルーエ美術学校の教授を務め、1904年から1910年の間は校長も務めた。第一次世界大戦中にドイツの知識人93人が発表した声明、「93人のマニフェスト」に参加した一人である。
美術品のコレクターとしても、仲間の作家の作品だけでなく、ルーカス・クラナッハなどのルネサンス期の作家、イタリア、オランダの巨匠の作品を収集した。東洋の美術品も収集し、東洋美術の展覧会の開催に貢献した。1917年にベルリン美術院に招かれたが病気で辞退し、同年カールスルーエで没した。

## 作品

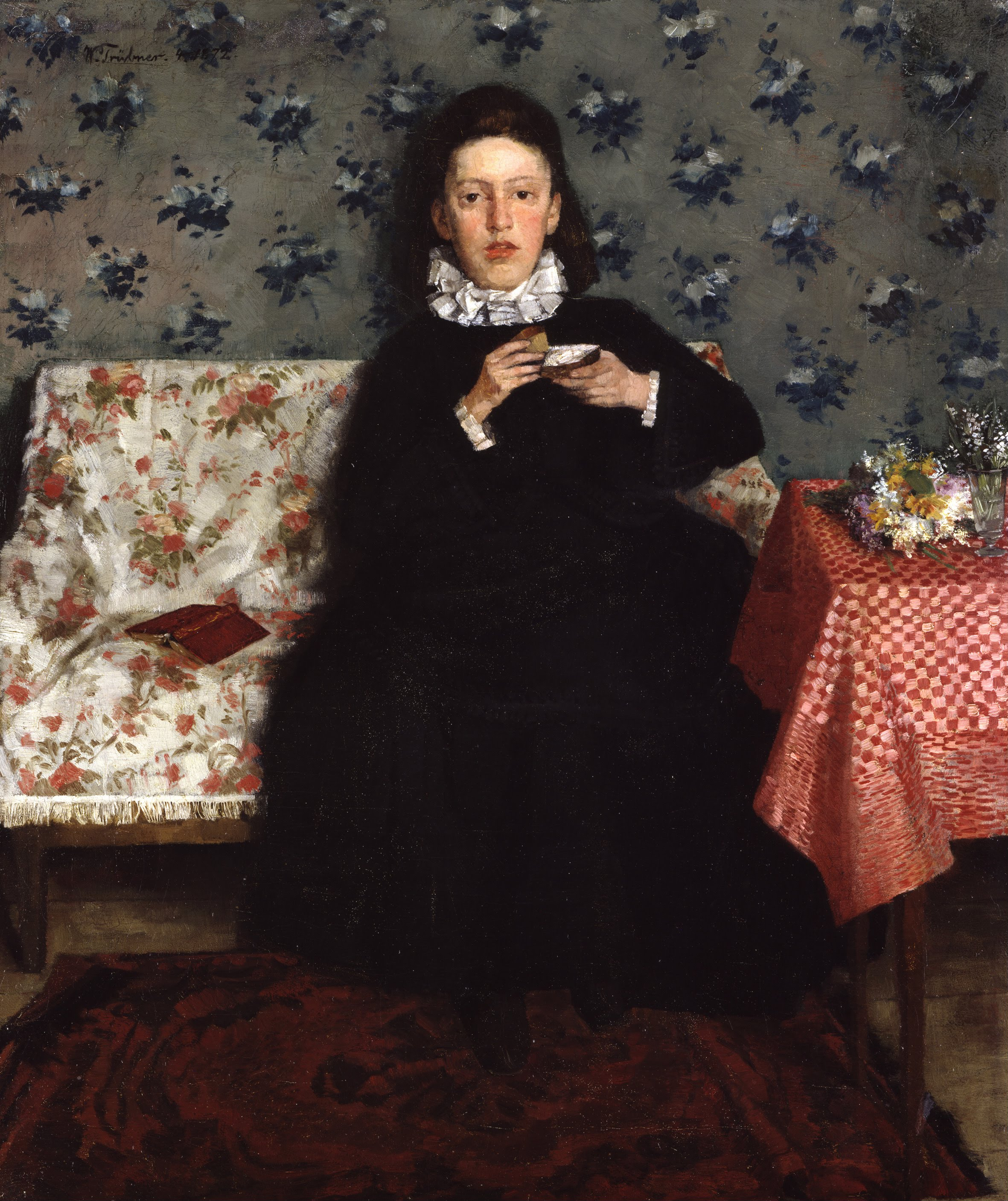
On the Sofa(1872)
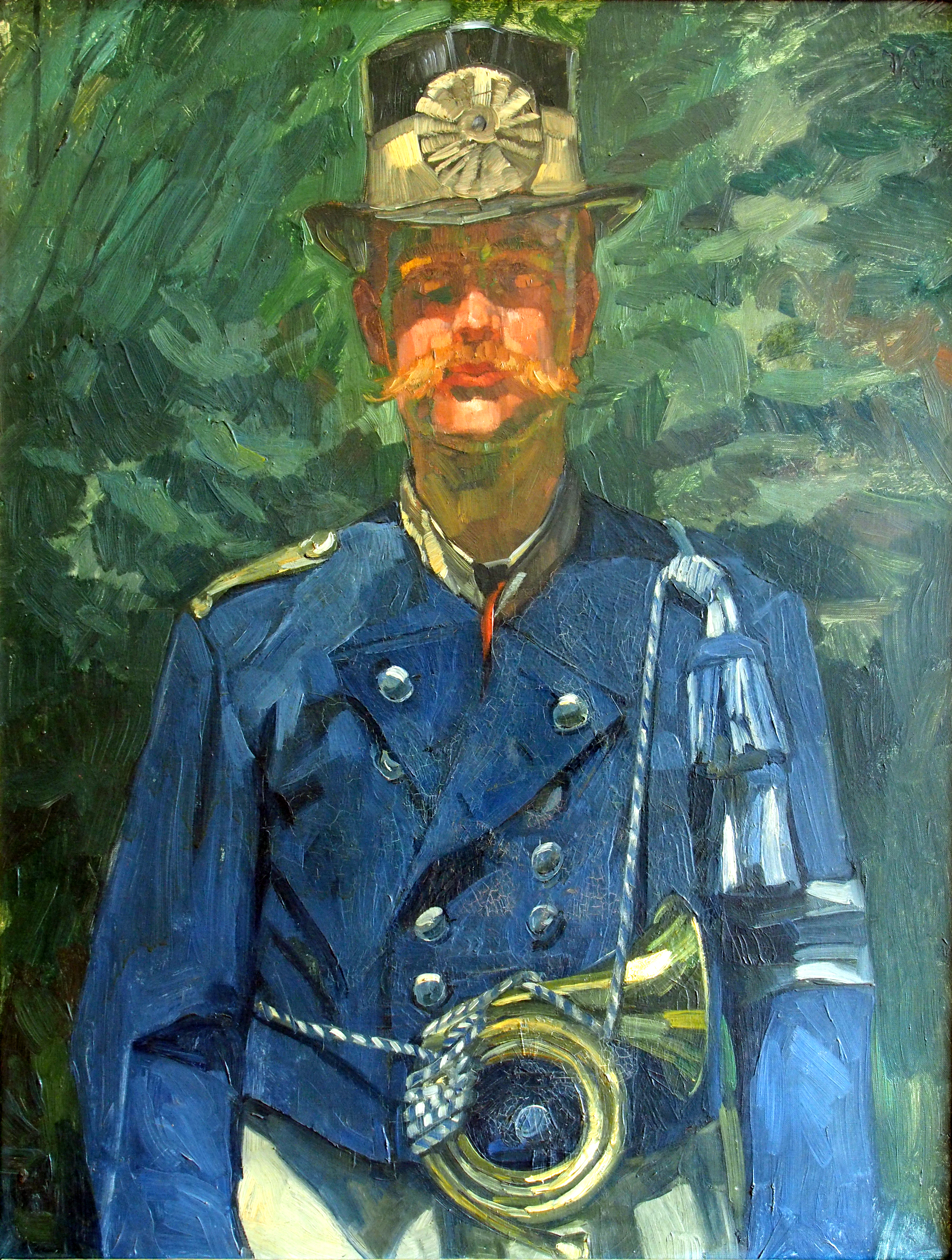
Bayerischer Postillion (1901)
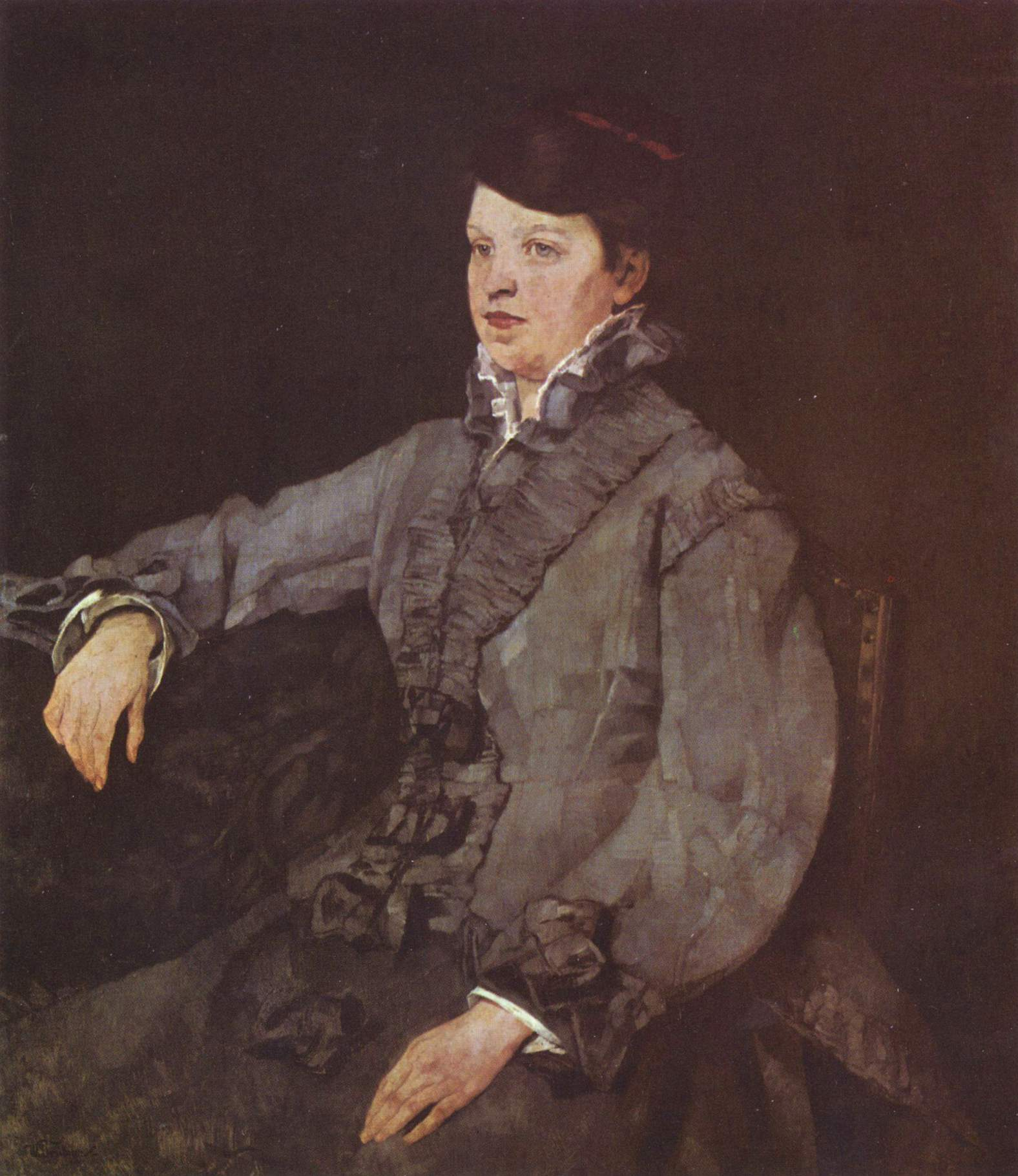
婦人像(1876)
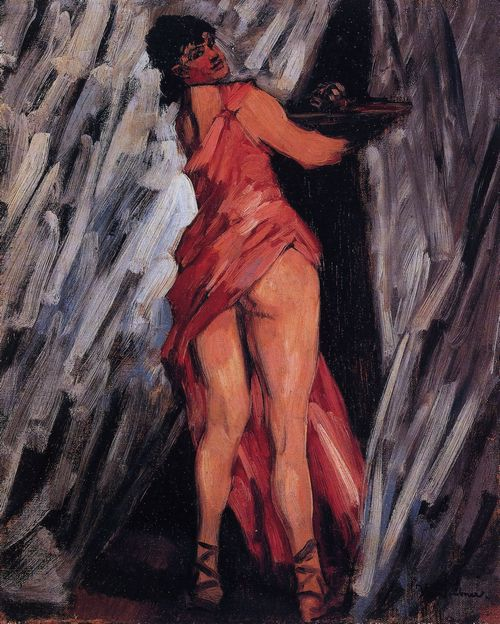
サロメ (1897) Lentos Art Museum

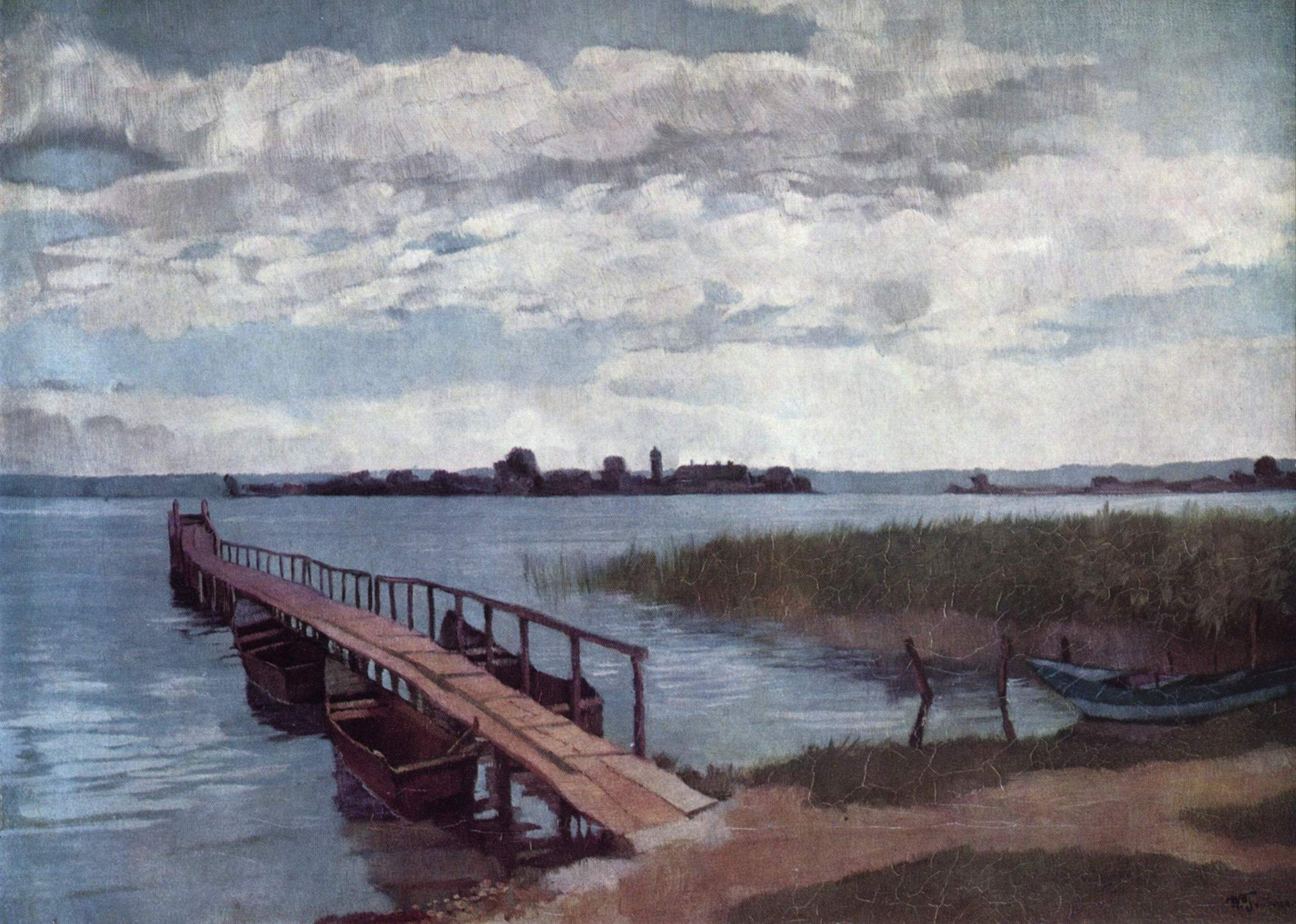
「キーム湖の桟橋
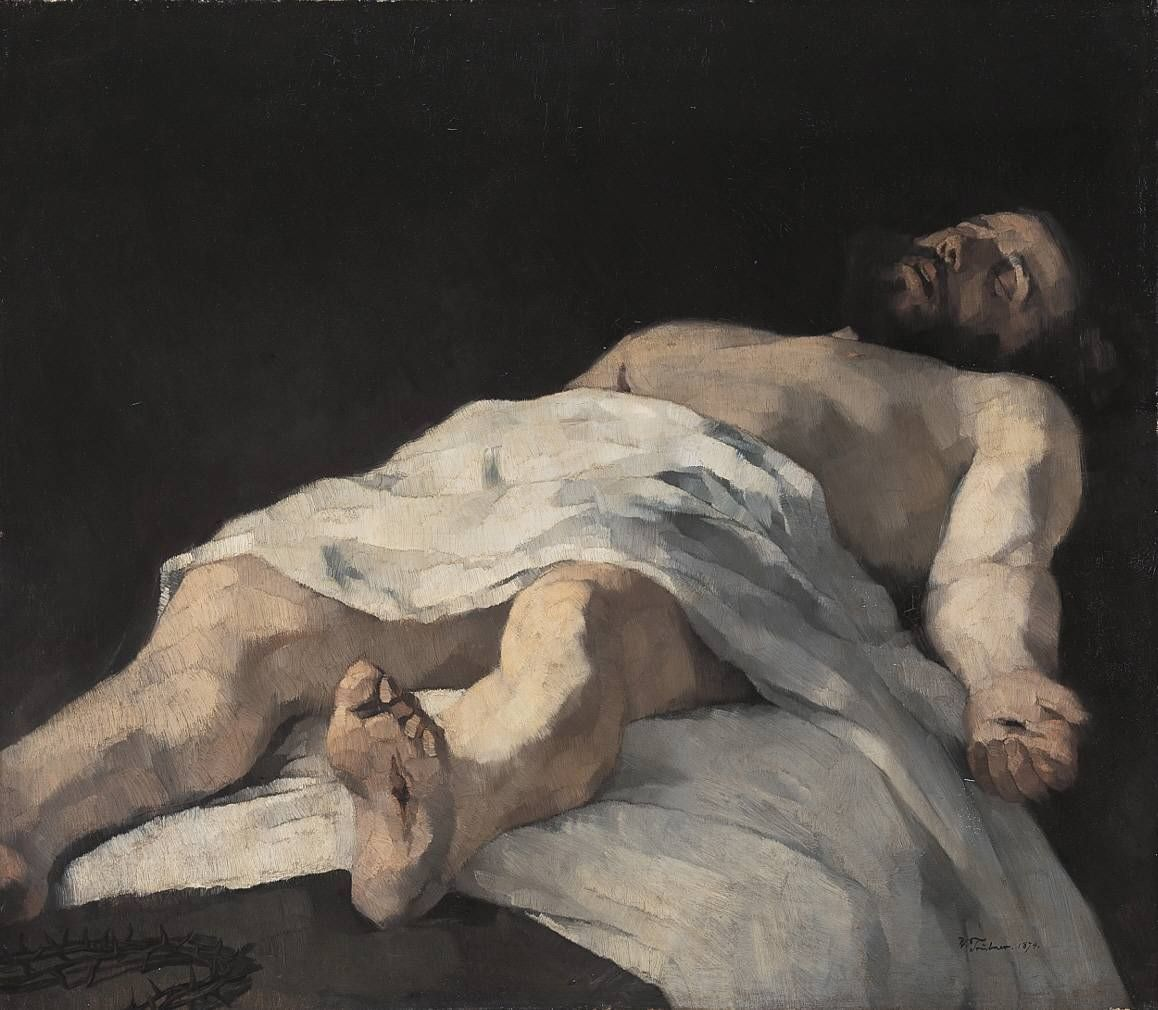
墓の中のキリスト (1874) ノイエ・ピナコテーク
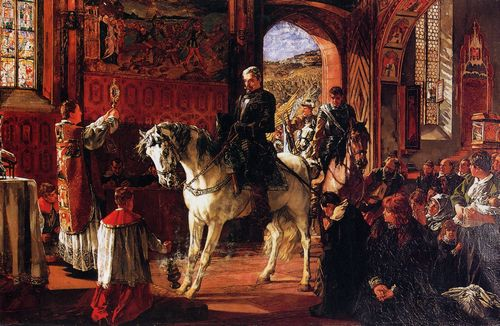
「ヴィンプフェンの戦いの勝利」(1882)
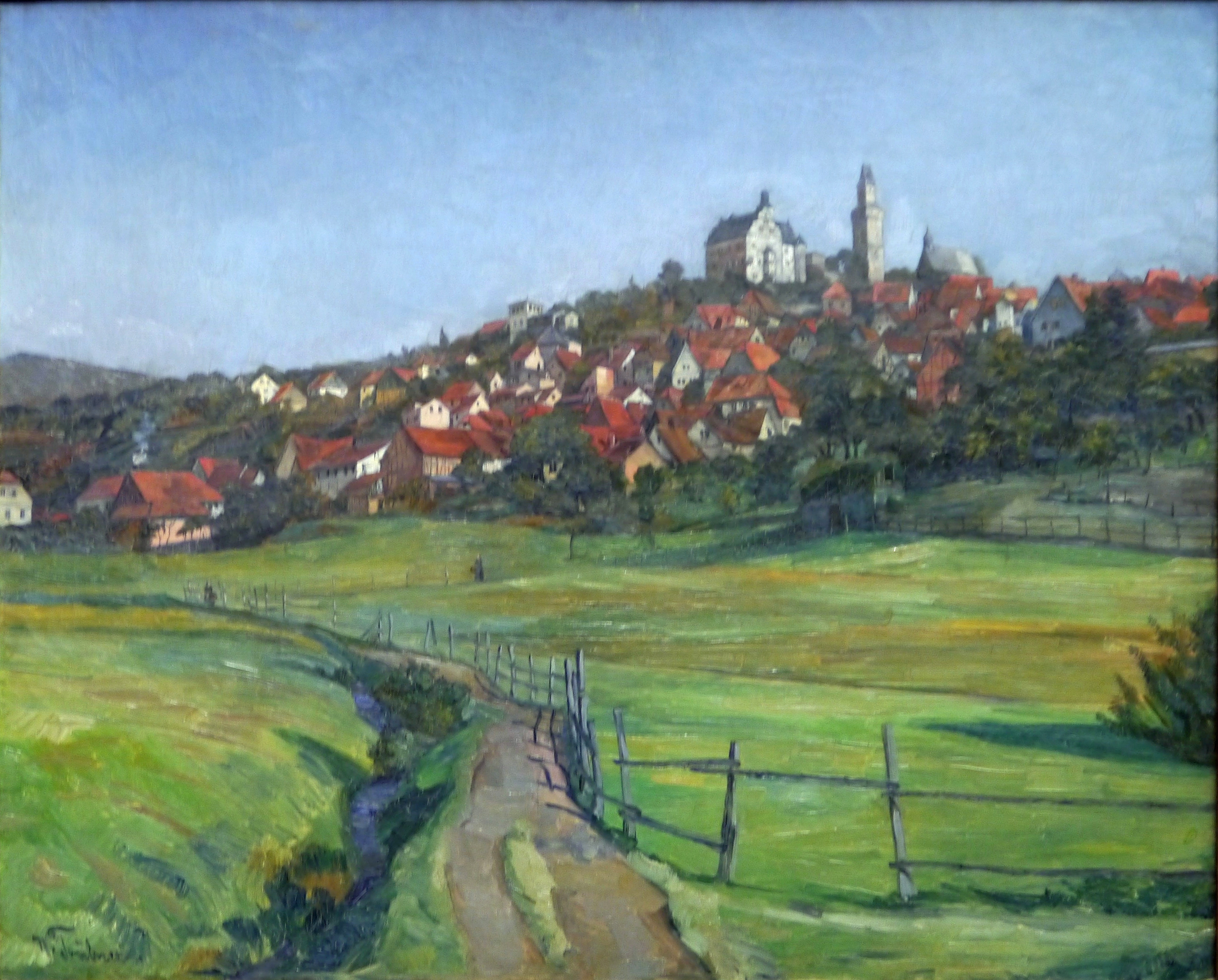
クロンベルクの眺め (1896)